# 博沃瑙
博沃瑙是德国石勒苏益格－荷尔斯泰因州的一个市镇。总面积26.20平方公里，总人口1067人，其中男性539人，女性528人（2011年12月31日），人口密度41人/平方公里。